# 前野自敏
前野 自敏（まえの よりとし）は、江戸時代後期ごろの武士・阿波徳島藩の上士。通称・健太郎。蜂須賀家の重臣として仕えた。阿波前野氏自香系6代当主。

## 人物
江戸時代後期ごろ（18世紀終わりもしくは19世紀初め）に阿波徳島藩士前野郡平（辰三郎）自温の長男として生まれる。阿波徳島藩の上士（上級藩士）。奥小姓役を務め、250石を治めた。健太郎は通称で、諱は自敏である。新撰組の伍長である前野五郎の父。前野五郎は本名を前野庸範という。この前野五郎についての記録に本姓は藤原とあるが、自敏・庸範の家紋「丸に違い鷹の羽」を使用した前野氏は良岑氏流前野氏である。

## 氏族

### 本姓は藤原か良岑か
徳島藩士の系図が書かれた成立書によれば、自敏の本姓は藤原であり、江戸時代初期頃から徳島藩に仕えた前野自有の二男自香の子孫とされている。先祖は加賀国守護の富樫家の出で、富樫頼定の孫（もしくは次男）が前野左近将監自唯を称したことに始まるとされるが、前野自有は良岑氏流前野氏の末裔で、祖父の前野宗高が前野為定の養子となり家を継いだため、血縁上は良岑氏流前野氏の出身である。

### 前野氏
前野氏（良岑氏流前野氏）は、桓武天皇皇子の良岑安世を始祖とする良岑氏の系統で、良岑高成（原高成）の子である前野高長もしくはその曽孫である前野時綱が、尾張国丹羽郡前野村（現在の愛知県江南市前野町〜大口町辺り）に移り住んで前野を名乗ったのが始まりとされている。自敏の血縁上の祖先は良岑氏流前野氏であるが、家系上の初代が前野為定であるため、本姓は良岑ではなく藤原とされる。

## 系譜
- 祖父：前野郡平自行
- 父：前野郡平自温
- 母：福屋清作邦喬娘（福屋起三郎為義妹）
- 妻：中内金作三興妹
  - 男子：前野安之助自興
  - 男子：前野五郎庸範